# Ehrharteae
Ehrharteae es una tribu de hierbas de la subfamilia Ehrhartoideae, perteneciente a la familia Poaceae. Tiene los siguientes géneros.

## Géneros
- Ehrharta - Microlaena - Tetrarrhena - Zotovia[1]